# Svartkronad todityrann
Svartkronad todityrann (Myiornis atricapillus) är en fågel i familjen tyranner inom ordningen tättingar.

## Utseende
Svartkronad todityrann är en mycket liten och kortstjärtad tyrann, en av världens minsta tättingar. I storlek och form liknar den en golfboll. Hjässan är svartaktig, ryggen grönaktig och undersidan är smutsvit. På huvdet syns vita "glasögon".

## Utbredning och systematik
Fågeln förekommer i fuktigt lågland från Costa Rica till västra Colombia och nordvästra Ecuador. Den behandlas som monotypisk, det vill säga att den inte delas in i några underarter.

### Familjetillhörighet
Arten placeras traditionellt i familjen tyranner. DNA-studier visar dock att Tyrannidae består av fem klader som skildes åt redan under oligocen, pekar på att de skildes åt redan under oligocen, varför vissa auktoriteter behandlar dem som egna familjer. Svartkronad todityrann med släktingar placeras då i Pipromorphidae.

## Levnadssätt
Svartkronad todityrann hittas i skogsbryn och ungskog. Den ses ibland högt i trädtaket men kan också påträffas rätt lågt. Fågeln kan vara svår att få syn på även när det låter.

## Status och hot
Arten har ett stort utbredningsområde, men tros minska i antal, dock inte tillräckligt kraftigt för att den ska betraktas som hotad. Internationella naturvårdsunionen IUCN listar arten som livskraftig (LC). Beståndet uppskattas till i storleksordningen en halv miljon till fem miljoner vuxna individer.